# Sanne Koolen
Sanne Koolen, född den 23 mars 1996 i Nijmegen, är en nederländsk landhockeyspelare.

## Karriär
Sanne Koolen ingick i det nederländska landhockeylag som tog guld vid OS 2020 och OS 2024.